# سميث تشو
سميث تشو (بالإنجليزية: Smith Cho)‏ هي ممثلة أمريكية، ولدت في 25 ديسمبر 1985 بساغيناو في الولايات المتحدة. بدأت مشوارها المهني سنة 2003.

## أعمال

### أفلام
- (2003) فتيان أشقياء 2[3][4][5]
- (2007) شفرات المجد[6]
- (2007) نوربت[7]
- (2009) فايرد أب
- (2017) الدائرة[8][9]

### مسلسلات
- بنات غيلمور
- قواعد الارتباط
- نايت رايدر
- هاوس

## وصلات خارجية
- سميث تشو على موقع IMDb (الإنجليزية)
- سميث تشو على موقع ألو سيني (الفرنسية)
- سميث تشو على موقع أول موفي (الإنجليزية)
- سميث تشو على موقع قاعدة بيانات الأفلام السويدية (السويدية)
- سميث تشو على موقع قاعدة بيانات الفيلم (الإنجليزية)
- سميث تشو على موقع كينوبويسك (الروسية)